# Stylus Magazine
Stylus Magazine fue una revista electrónica sobre música y espectáculos, lanzada en 2002. Poseía reseñas sobre películas y música, archivos de audio y dos blogs.
Stylus poseía además características como «The Singles Jukebox» («la caja de sencillos»), que consistía en una búsqueda de sencillos de todo el mundo, que se concentraba en las respuestas personales tras escuchar los «Cole's Cuts», donde Stephanie Cole comentaba los últimos lanzamientos. Si bien el número de lectores de Stylus nunca superó los niveles de Pitchfork Media, recibió varios elogios de la prensa por la calidad de sus escritos. En 2006, Observer Music Monthly lo eligió como uno de los 25 sitios fundamentales sobre música. La página cerró como negocio el 31 de octubre de 2007. Hasta la fecha, permanece en línea, pero no se está publicando nuevo contenido.
El 4 de enero de 2010, con el permiso del creador del sitio, Todd Burns, el editor Nick Southall lanzó The Stylus Decade, un sitio con una serie de ensayos y listas analizando la música de los últimos diez años. The Singles Jukebox se relanzó como un sitio web aparte en marzo de 2009 y es dirigido por los antiguos editores de Stylus.